# Christopher Durang
Christopher Durang est un acteur américain né le 2 janvier 1949 à Montclair dans le New Jersey et mort le 2 avril 2024 à Pipersville (comté de Bucks, Pennsylvanie).

## Filmographie
- 1986 : Tutti Frutti (Heaven help us) de Michael Dinner : le prêtre
- 1987 : Le Secret de mon succès de Herbert Ross : Davis
- 1989 : Mr. North de Danny Huston
- 1989 : Penn and Teller Get Killed d'Arthur Penn
- 1991 : Business oblige de Jan Egleson : le speaker de la convention
- 1992 : Fais comme chez toi ! de Frank Oz : Révérend Lipton
- 1994 : Deux Cow-boys à New York de Gregg Champion (en) : client au Waldorf Astoria
- 1999 : Simplement irrésistible (Simply Irresistible) de Mark Tarlov (en) : Gene O'Reilly
- 1999 : Escapade à New York de Sam Weisman : l'homme paranoïaque

## Pièce de théâtre
- Vania et Sonia et Macha et Spike, 2012